# Фахрутдінов Місхат Кашафутдінович
Місхат Кашафутдінович Фахрутдінов (рос. Мисхат Кашафутдинович Фахрутдинов; нар. 22 серпня 1958, Іжевськ, СРСР) — радянський хокеїст, нападник. На даний момент є головним тренером тюменського «Рубіна», що виступає в ВХЛ.
Майстер спорту міжнародного класу, Заслужений тренер Росії. Батько Марата Фахрутдінова.

## Кар'єра гравця
«Прогрес» (Глазов) - 1975 - 1976 роки, «Іжсталь» (Іжевськ) - 1976 - 1981 роки, «Динамо» (Москва) - 1981 - 1989 роки, «Вестерос» (Вестерос) Швеція - 1989 - 1998 роки, «Ердінгер Джетс» (Ердінг) Німеччина - 1998 рік.
Увійшов до команди «Усіх зірок» на Кубок Шпенглера 1983.

## Кар'єра тренера
- 1998 - головний тренер, ХК «Рімбах» (Норртельє, Швеція)
- 1999 - 2000 - головний тренер, «Лідінге» (Стокгольм, Швеція)
- 2000 - 2003 - тренер, «Динамо» (Москва)
- 2003 - старший тренер, «Локомотив» (Ярославль)
- 01.04.2004 - 14 01.2005 - головний тренер, «Вітязь» (Чехов)
- 17.12.2004 - 01.06.2007 - головний тренер, юніорської (до 18 років) збірної Росії
- 14 01.2005 - 01.06.2007 - асистент головного тренера, «Вітязь» (Чехов)
- 01.06.2007 - 2008 - головний тренер, «Вітязь» (Чехов)
- 2008 - 2009 - головний тренер, «Автомобіліст» (Єкатеринбург)
- 2009 - на даний час - головний тренер, «Рубін» (Тюмень)[2]

## Досягнення
- Срібний призер чемпіонатів СРСР - 1985, 1986, 1987 років
- Бронзовий призер чемпіонатів СРСР - 1982, 1983, 1988 років
- Переможець першості Швеції - 1992 року